# آلبینو (فیلم)
«آلبینو» (انگلیسی: Albino) فیلمی در ژانر جنگی و درام به کارگردانی یورگن گوسلار است که در سال ۱۹۷۶ منتشر شد. از بازیگران آن می‌توان به کریستوفر لی، جیمز فوکنر، تروور هاوارد، و سیبیل دانینگ اشاره کرد.